# Corbère-les-Cabanes
Corbère-les-Cabanes (in catalano Corbera de les Cabanes) è un comune francese di 1 035 abitanti situato nel dipartimento dei Pirenei Orientali nella regione dell'Occitania.
Appartiene al Cantone di La Vallée de la Têt.

## Geografia fisica

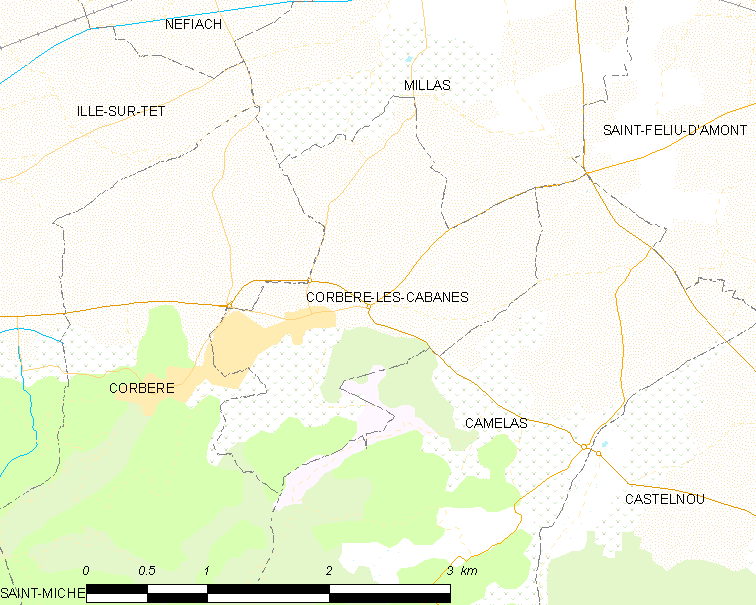
Situazione di Corbère-les-Cabanes

## Società

### Evoluzione demografica
Abitanti censiti